# Fashion Island
Das Fashion Island ist ein großes Einkaufszentrum in Newport Beach im US-Bundesstaat Kalifornien. Auf dem Gelände befinden sich Vertretungen mehrerer Kaufhausketten und zahlreiche Einzelhandelsgeschäfte. Das Fashion Island strahlt weit über das Orange County hinaus eine hohe Anziehungskraft aus. 
Das auf noble Marken spezialisierte Einkaufszentrum zählt jährlich rund 13 Millionen Besucher. Die Verkaufsfläche der etwa 200 Läden beläuft sich auf rund 120.700 Quadratmeter.

## Lage und Anfahrt

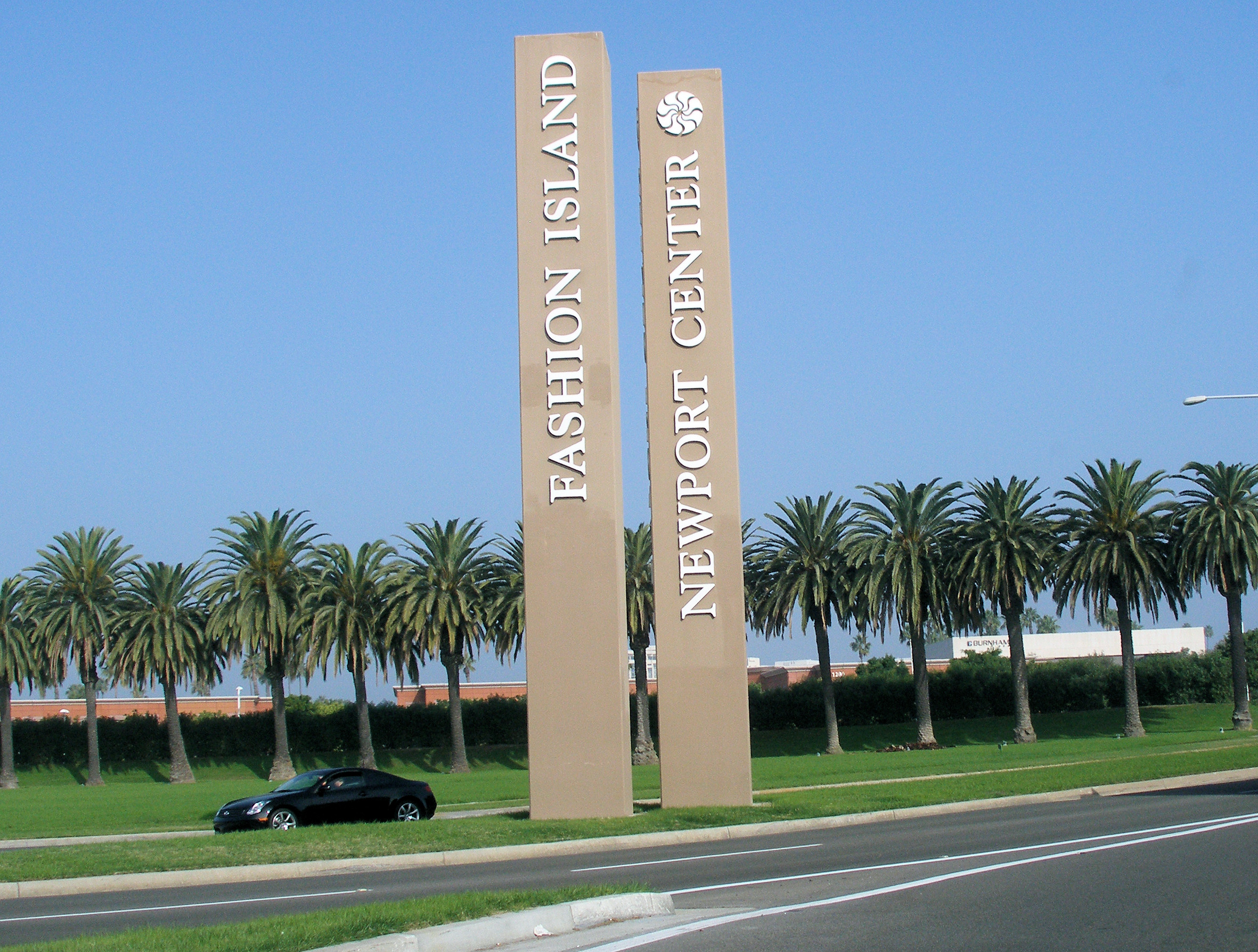
Einfahrt zum Fashion Island

Das Fashion Island liegt in Corona del Mar, einem Stadtteil von Newport Beach. Das Einkaufszentrum bildet den Mittelpunkt eines Geschäfts- und Vergnügungsviertels, das den Namen Newport Center trägt. Der weitläufige Komplex liegt auf einem Hügel, von dem aus man die Newport Bay mit dem Hafen und den Pazifischen Ozean überblicken kann. In unmittelbarer Umgebung befindet sich mit dem Orange County Museum of Art (OCMA) eines der kulturellen Aushängeschilder der Stadt.
Der Newport Center Drive umschließt das Fashion Island kreisförmig. Um die Gebäude herum stehen Parkplätzen zur Verfügung. Die palmengesäumte Haupteinfahrt befindet sich an der California State Route 1 (Pacific Coast Highway), die an der südlichen Grenze des Geländes verläuft. Zwei hohe Säulen weisen auf die Einfahrt zum Newport Center und dem Fashion Island hin. 
Die Orange County Transportation Authority (OCTA) unterhält fünf Buslinien, die am Fashion Island halten. Alle Haltestellen liegen verteilt um das Einkaufszentrum am Newport Center Drive.

## Geschichte
Das Fashion Island wurde im Jahre 1967 als Teil des neuen Newport Centers errichtet. Zu diesem Zeitpunkt bestand es lediglich aus vier Einzelhandelsgeschäften. Die Architekten des ursprünglichen Gebäudes waren William Pereira und Welton Becket. Letzterer hatte bereits bei der Gestaltung des nahegelegenen South Coast Plaza, eines weiteren Einkaufszentrums, mitgewirkt. Die Bauwerke waren im Stile spanischer Kolonialarchitektur gehalten.  Am südwestlichen Eingang ist ein bronzenes Windspiel des Künstlers Tom Van Sant zu bewundern. 

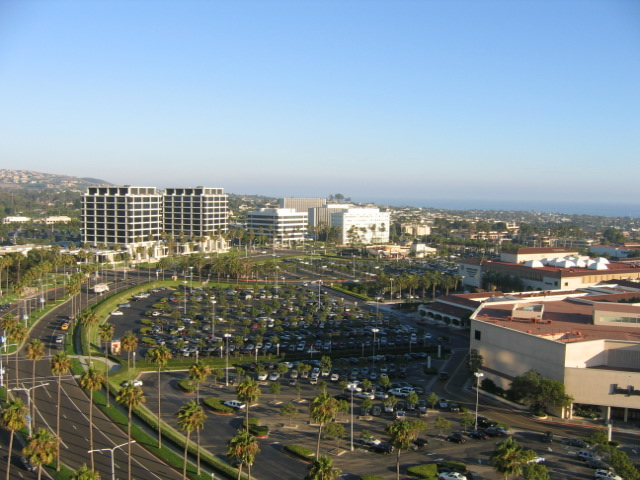
Blick über das Gelände

Bei der Einweihung des Fashion Island 1967 wurde es als größtes seiner Art ins Guinness-Buch der Rekorde aufgenommen. Kurz nach der Eröffnung zog die Nobelkaufhauskette Neiman Marcus ein. Nach einem kleineren Umbau in den 1980er-Jahren entstand das sogenannte Atrium Court. Unter der Regie des Architekten Jon Jerde folgte schließlich 1988 die erste große Erweiterung des Areals. Sie umfasste die Errichtung dreier neuer Einkaufsstraßen, des Terrace Food Court und eines Kinos. Im Innenhof wurde zudem ein Brunnen installiert, dessen Fontäne bis zu neun Meter in die Höhe schießen kann.
In den 1990er-Jahren herrschte ein reges Kommen und Gehen: Geschäfte schlossen und machten neuen Läden Platz. Bekannte Kaufhausketten wie Macy’s siedelten sich hier an. Eine der ersten Filialen von Bloomingdale’s an der Westküste der USA öffnete 1996 ihre Pforten. Nach 2000 wurden am Fashion Island erneut Renovierungsarbeiten durchgeführt. Für das Jahr 2010 ist der Einzug einer Filiale von Nordstrom vorgesehen. 

### Weihnachtsbaum
Alljährlich wird Anfang November vor dem Fashion Island ein riesiger Weihnachtsbaum aufgestellt. Die Tanne misst stets eine Höhe von rund 35 Metern und wird von mehr als 17.000 Lämpchen erleuchtet. Der Baum wird in einem Waldgebiet in der Nähe des Mount Shasta geschlagen. Aufgrund der Länge muss er in mehrere Teile zerlegt zum Bestimmungsort transportiert werden, wo er dann wieder zusammengesteckt wird.

## In Kunst und Medien
Das Einkaufszentrum hat sich im Laufe der Zeit als eine feste Größe in Südkalifornien etabliert. Das Fashion Island tauchte daher schon in einigen bekannten Film- und Fernsehproduktionen auf, unter anderem in:
- O.C., California (2003–07), die in Newport Beach spielende Fernsehserie  bindet des Öfteren Attraktionen oder Bauwerke der Stadt in die Handlung ein. In der fiktiven Serie kommt manchmal auch ein Einkaufszentrum vor. Dabei werden Luftbilder vom Fashion Island eingeblendet.[4] Die Dreharbeiten fanden jedoch im nahen Manhattan Beach statt.
- Newport Harbor: The Real Orange County (2007–08), die Reality-Serie des Fernsehsenders MTV begleitet das Leben einheimischer Jugendlicher, die die örtliche Newport Harbor High School besuchen. Von den porträtierten Personen wird dabei auch mehrmals das Fashion Island erwähnt.